# Liste der Fernstraßen in Äthiopien
Diese Liste zeigt die Straßen in Äthiopien auf. In Äthiopien gibt es keine bestimmte Bezeichnung für die Straßen, sie werden nur mit Nummern versehen.

## Fernstraßen
| Kurz | Name     | Verlauf                                     | Länge   |
| ---- | -------- | ------------------------------------------- | ------- |
|      | Route 1  | Addis Abeba – Adigrat – Grenze nach Eritrea | 910 km  |
|      | Route 2  | Dese – Bure – Grenze nach Eritrea           | 500 km  |
|      | Route 3  | Addis Abeba – Aksum – Grenze nach Eritrea   | 1130 km |
|      | Route 4  | Addis Abeba – Jijiga                        | 615 km  |
|      | Route 5  | Addis Abeba – Asosa – Grenze nach Sudan     | 760 km  |
|      | Route 6  | Mojo – Moyale – Grenze nach Kenia           | 700 km  |
|      | Route 7  | Addis Abeba – Mizan Teferi – Metu           | 725 km  |
|      | Route 8  | Nazret – Ferfer – Grenze nach Somalia       | 1000 km |
|      | Route 9  | Addis Abeba – Konso                         | 530 km  |
|      | Route 15 | Adigrat – Adwa                              | 110 km  |
|      | Route 18 | Awash – Halli – Grenze nach Dschibuti       | 530 km  |
|      | Route 30 | Jijiga – Ferfer                             | 650 km  |
|      | Route 40 | Shashemene – Dodola                         | 75 km   |
|      | Route 41 | Shashemene – Soddo                          | 130 km  |
|      | Route 43 | Digga – Metu                                | 215 km  |
|      | Route 44 | Wendo – Dolo – Grenze nach Somalia          | 600 km  |